# رين يونغشهون
رين يونغشهون (بالصينية: 任永顺) (8 أبريل 1985 بتشينغداو في الصين - ) هو لاعب كرة قدم صيني في مركز الدفاع. لعب مع جيانغسو سونينغ وشاندونغ لونينغ وWuhan Optics Valley F.C. ‏ وQinghai Senke F.C. ‏.